# عزت محمد باشا الزعفرانبولي
عزت محمد باشا الزعفرانبولي (بالتركية: Safranbolulu İzzet Mehmed Paşa)‏ كان الصدر الأعظم للدولة العثمانية في الفترة ما بين 21 أكتوبر 1794 حتى 23 أكتوبر 1798.
في 19 أكتوبر 1794، عينه السلطان سليم الثالث صدرا أعظم. أطيح به في 30 أغسطس 1798 ونفي إلى خيوس (حاليا جزيرة يونانية)، ثم إلى مانيسا. تُوفي في 19 سبتمبر 1812 بمدينة مانيسا.